# Bünau

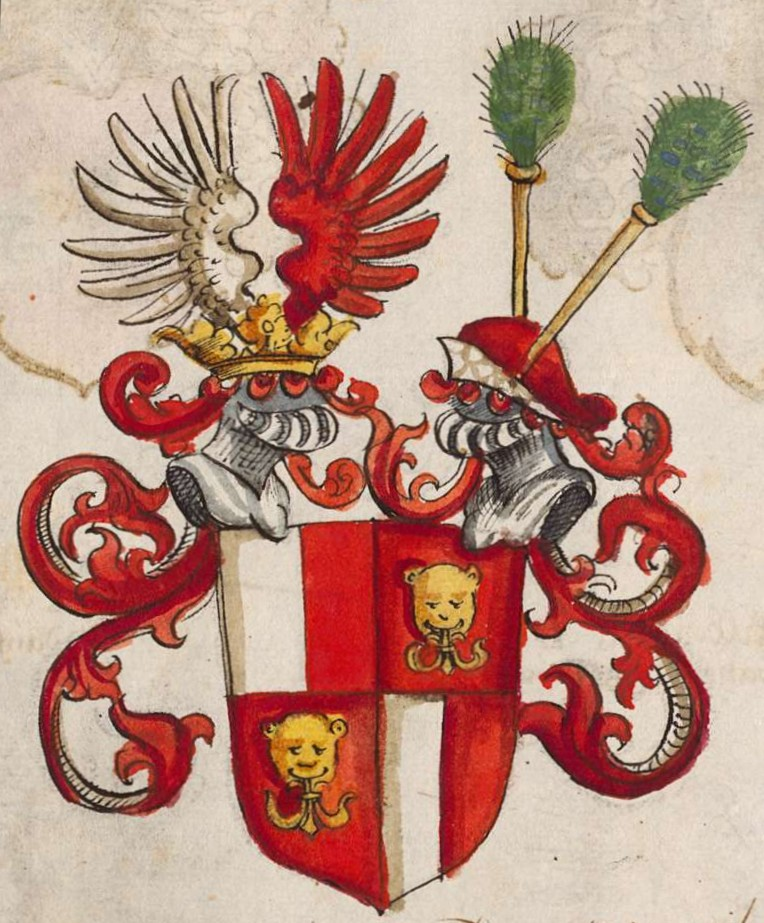
Das Wappen derer von Bünau

Die Familie von Bünau ist ein altes und geographisch weit verzweigtes deutsches Adelsgeschlecht, das in Kursachsen, den Thüringischen Staaten, Altpreußen, Altwürttemberg und Böhmen Besitzungen hatte.

## Geschichte

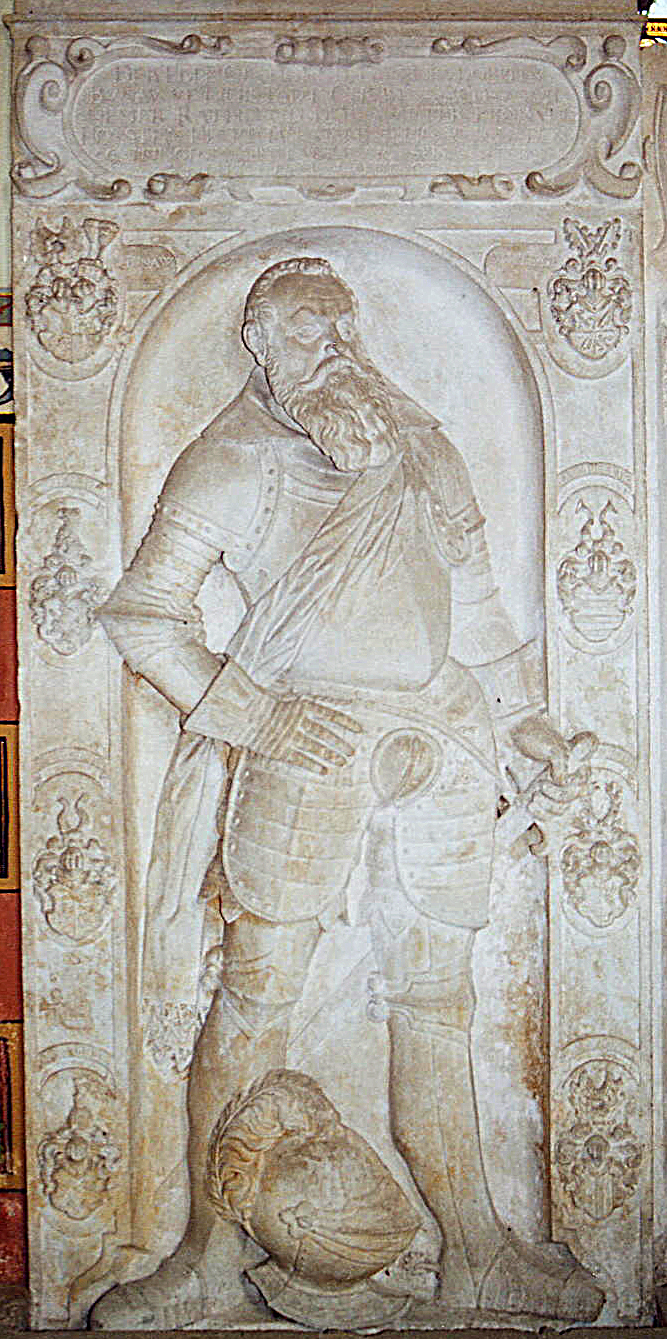
Grabplatte von Rudolf von Bünau in Liebstadt

Die Familie von Bünau gehört zum Naumburger Uradel. Als namensgebende Orte diskutiert werden Beuna, heute ein Ortsteil von Merseburg, Bonau, heute ein Ortsteil von Teuchern, und Büna, heute ein Ortsteil der Stadt Zeulenroda-Triebes im Landkreis Greiz.
Ihre ältesten nachweisbaren Familienmitglieder dienten als Ministeriale unter den Bischöfen des Bistums Naumburg. Rudolfus de Bunowe, Kastellan der Burg Schönburg in ebendiesem Bistum, wurde am 10. März 1166 als erstes Familienmitglied urkundlich erwähnt. Zu dieser Zeit besaßen die Bünau unter anderem in Köttichau mehrere Hufen als Lehen, wovon am 17. Januar 1206 Berthold II. im Auftrag von Günther von Bünau zwei Hufen an das Kloster St. Stephan zu Zeitz übertrug, dessen Tochter dort als Nonne aufgenommen werden sollte.
In den folgenden Jahrzehnten traten von Bünaus als Burggrafen und Vögte auch im Vogtland in Erscheinung, bevor sich das Adelsgeschlecht ab dem Hochmittelalter infolge der natürlichen Entwicklung immer mehr verzweigte und geographisch ausbreitete. Durch den Erwerb zahlreicher Güter und Herrschaften verästelte sich die Familie im Laufe der Jahrhunderte auf 15 Haupt- und 28 Nebenlinien. Trotz oder gerade aufgrund dieser breiten Fächerung waren die von Bünaus nicht zuletzt aus wirtschaftlichen Gründen bemüht, nach außen hin geschlossen aufzutreten. Dazu fanden seit 1507 regelmäßige Treffen und Beratungen der männlichen Familienmitglieder statt. Die dabei getroffenen Vereinbarungen sind als Familiengesetz bekannt geworden. Sie regelten vor allem eigentumsrechtliche Fragen und legten unter anderem zu befolgende Gewohnheiten bei Veranstaltungen, Eheschließungen und Todesfällen fest.
Gegenüber anderen Adelsgeschlechtern heben sich die von Bünaus besonders durch die Wahl der Vornamen ihrer männlichen Familienmitglieder ab. Der Sage nach sollen in den Hussitenkriegen (1420–1434) 200 Abkömmlinge der Familie ums Leben gekommen sein. Nur drei Brüder oder – das ist fraglich – Vettern mit Namen Heinrich, Günther und Rudolf überlebten die Kriegsgräuel. Ihnen zum Andenken sollten alle männlichen Nachkommen ausschließlich einen der drei Vornamen führen. Der Wahrheitsgehalt dieser Überlieferung ist nicht bekannt. Fakt ist aber, dass die von Bünaus durch eine Erbeinigung 1517 tatsächlich beschlossen, männlichen Mitgliedern nur noch einen der drei Vornamen zu geben. Denkbar ist, dass mit der einheitlichen Namenswahl die Geschlossenheit der Familie auch nach außen hin dokumentiert werden sollte.
Der gräfliche Zweig starb im männlichen Stamm genealogisch mit Rudolf Graf von Bünau 1866 aus, er hinterließ zwei Töchter, Margarete und Paula. Margarete adoptierte mit Rudolf von Bünau den ältesten Enkel ihrer Schwester Paula Gräfin von Bünau und des Rudolf von Bünau-Bischheim. Dieser führte so den Namen Graf von Bünau, er blieb als Soldat 1944 im Krieg.

## Wappen
Die Existenz eines Bünauischen Wappens mit Leopardenkopf und Lilie lässt sich erstmals 1301 nachweisen. Das heute noch gebräuchliche viergeteilte Wappen wurde erstmals 1487 verwendet. Es zeigt seit 1495 im ersten und vierten Feld einen rot-silber gespaltenen Schild, im zweiten und dritten Feld eine goldene Löwenmaske mit Lilie im Rachen. Die Verzierungen wurden später hinzugefügt.

Das Wappen derer von Bünau in Siebmachers Wappenbuch, 1605
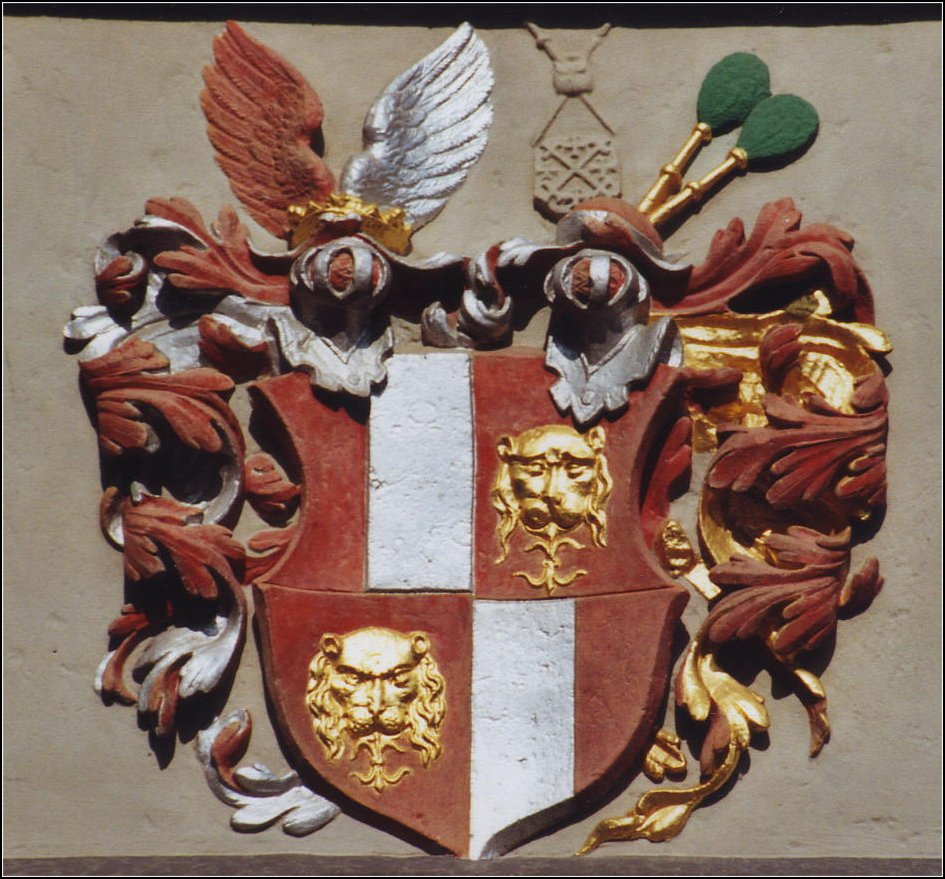
Das Bünauische Wappen über dem Schlosstor in Weesenstein
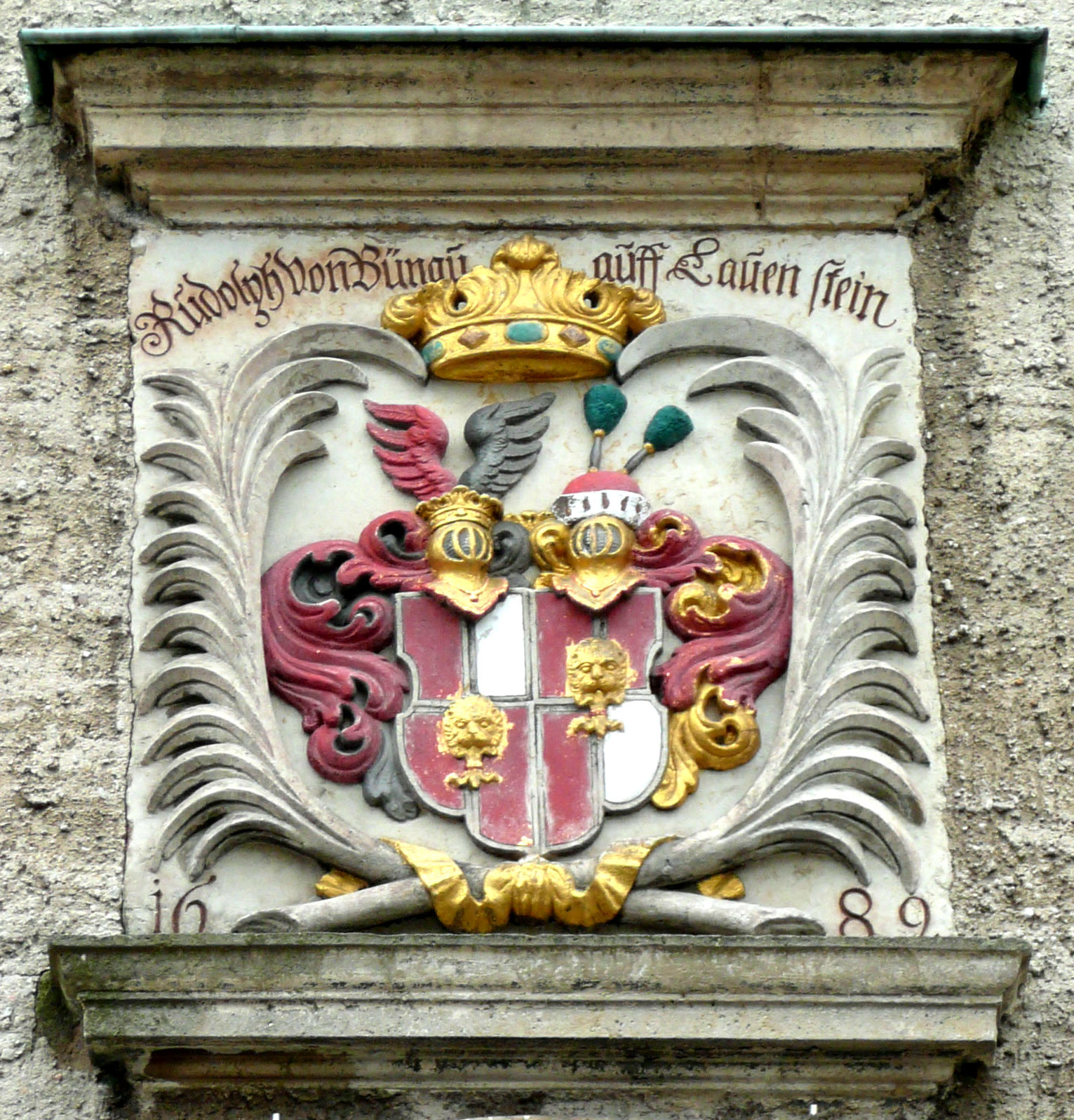
Das Wappen derer von Bünau über der Kirchentür von Geising
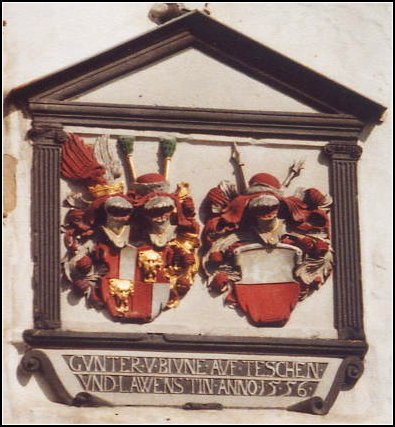
Allianzwappen am Schloss Lauenstein
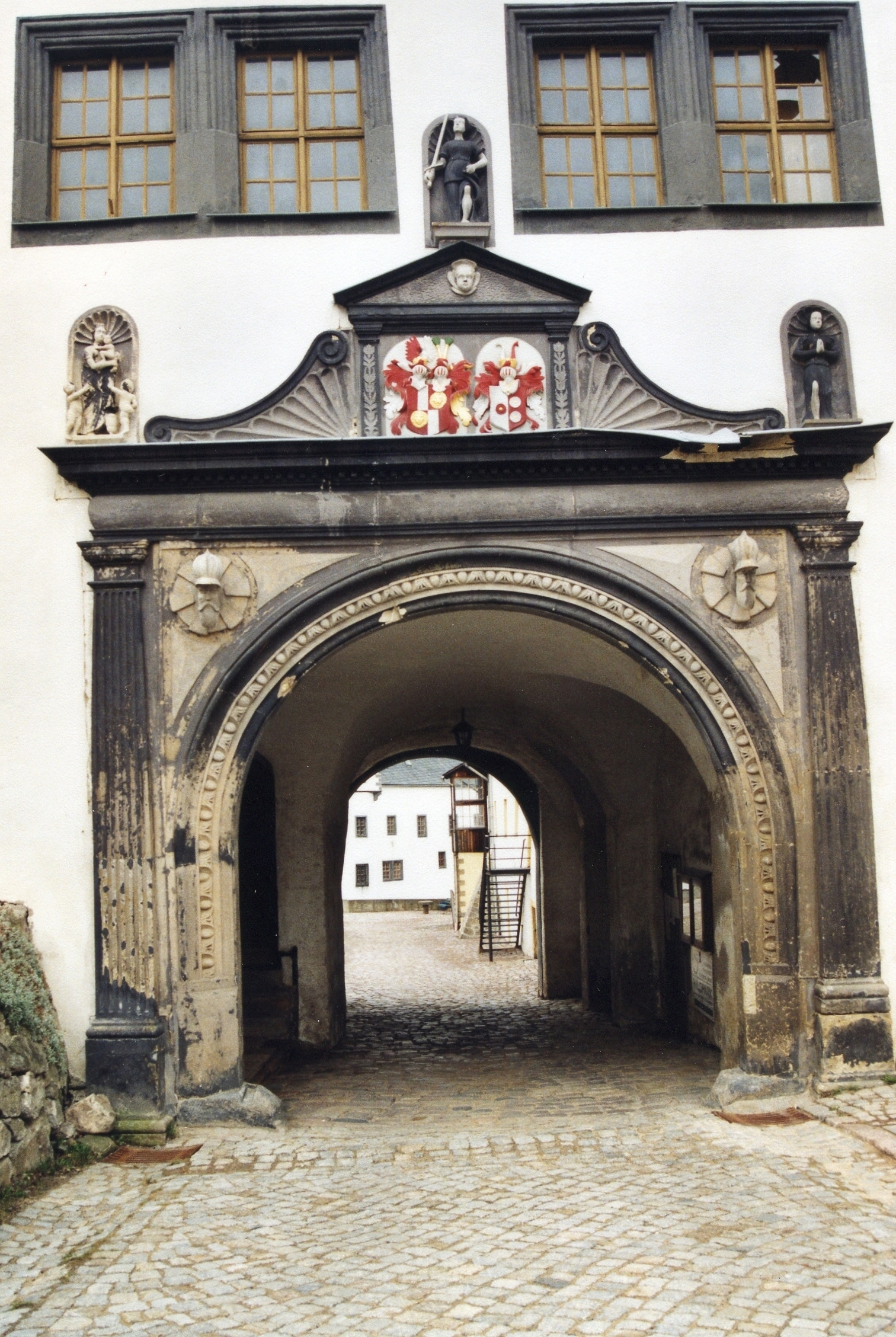
Schlosstor in Lauenstein

## Herrschaften und Besitzungen (Auswahl)
- Meuselwitzer Wasserburg
- Herrschaft Weesenstein: 1406–1772
- Herrschaft Liebstadt: 1410–1691 (Schloss Kuckuckstein)
- Rittergut Rödern: 1413–1444
- Herrschaft Lauenstein: 1517–1823
- Rittergut Oelsen 1517–1762
- Herrschaft Eulau (Jílové u Děčína): 1527–1629
- Herrschaft Blankenstein (Blansko): 1527–1628
- Herrschaft Tetschen (Děčín): 1534–1628
- Herrschaft Schönstein / Königswald (Libouchec): 1534(?)–1628(?)
- Schloss Schön Prießen (Krásné Březno-Ústí nad Labem): 1594–1606
- Hammerwerk Giessenstein: 1579–1663
- Herrschaft Büg in Mittelfranken: 1611–1791
- Rittergut Prossen: 1630–1678
- Rittergut Pillnitz: 1633–1694
- Schloss Lichtenwalde: 1694–1719
- Zuschendorf: 1739–1758
- Schloss Nöthnitz: 1739–1762
- Schloss Dahlen: 1721–1851
- Schloss Seußlitz: 1722–1799
- Schloss Oberstadt: um 1800–1826

weitere Güter im heutigen Burgenlandkreis (Sachsen-Anhalt) und Landkreis Leipzig (Sachsen):
- Braunsdorf mit Bedra (1413–1460?), Boblas (1413–?), Schloss Droyßig (1413–1622), Freiroda (?–?), Teuchern (?–?) mit Gröbitz (vor 1278 – nach 1575), die Rudelsburg mit Vorwerk Kreipitzsch (1441–1581), Meyhen, Plotha, Pretzsch, Ramsdorf (1600–1682), Schleenhain, Stößen, Wildenhain, Zscheiplitz, Bischheim u. a.

sowie im heutigen Thüringen (Saale-Holzland-Kreis):
- Schkölen (mit Wasserburg Schkölen)

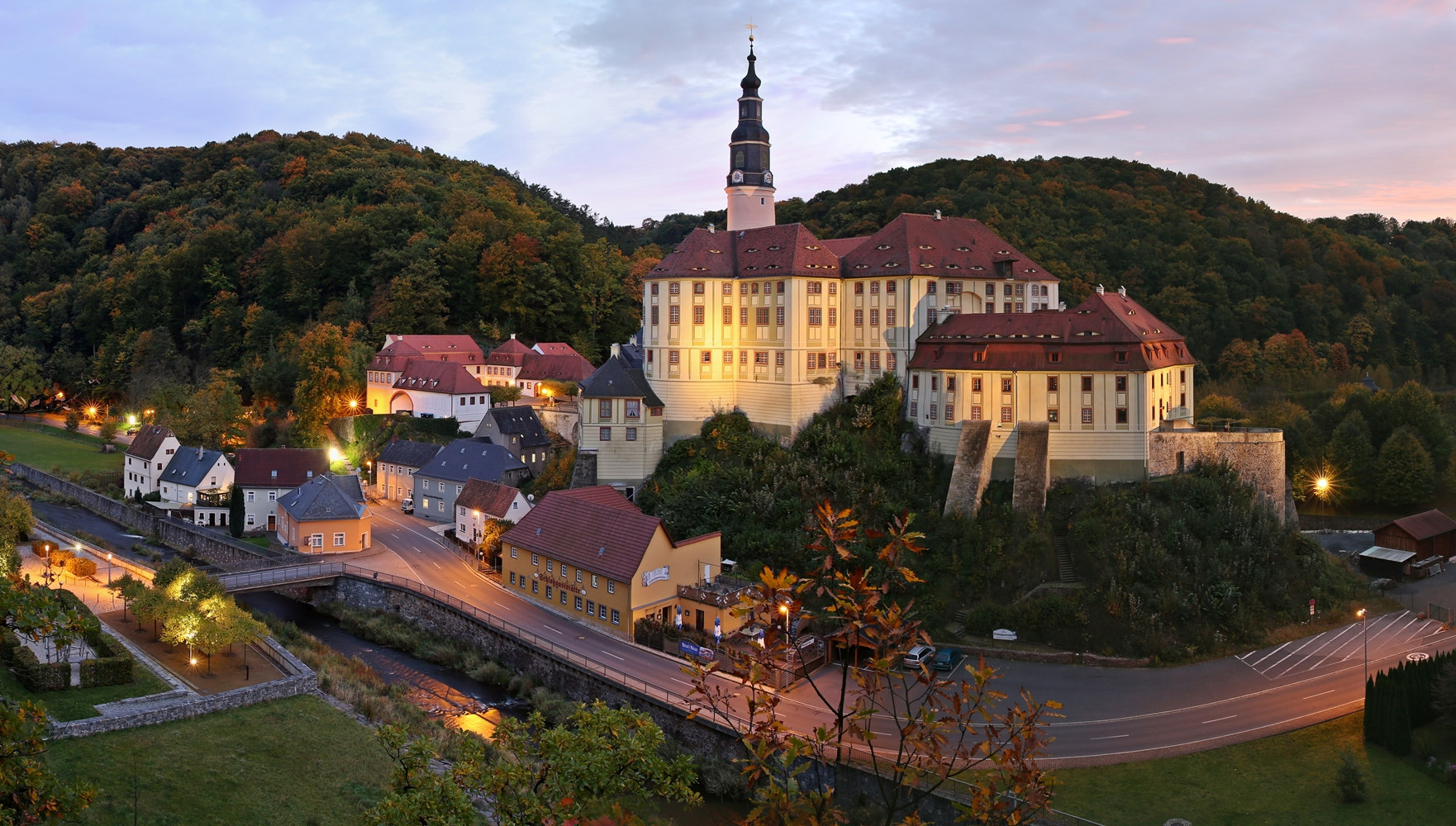
Schloss Weesenstein
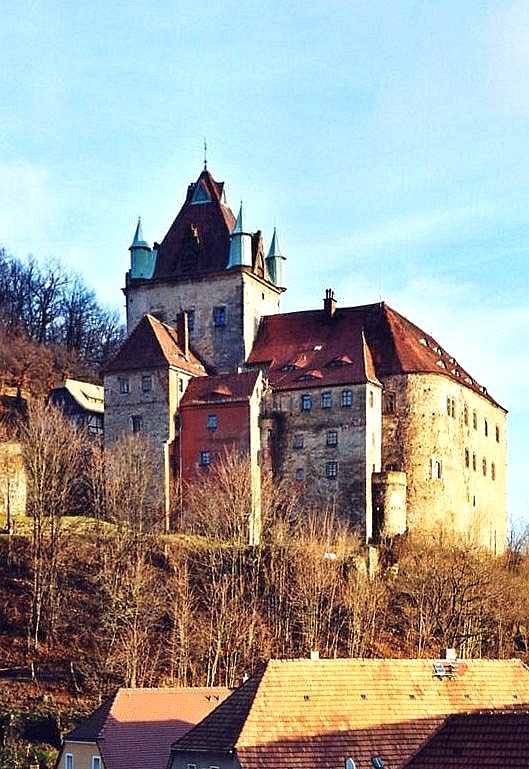
Schloss Kuckuckstein in Liebstadt
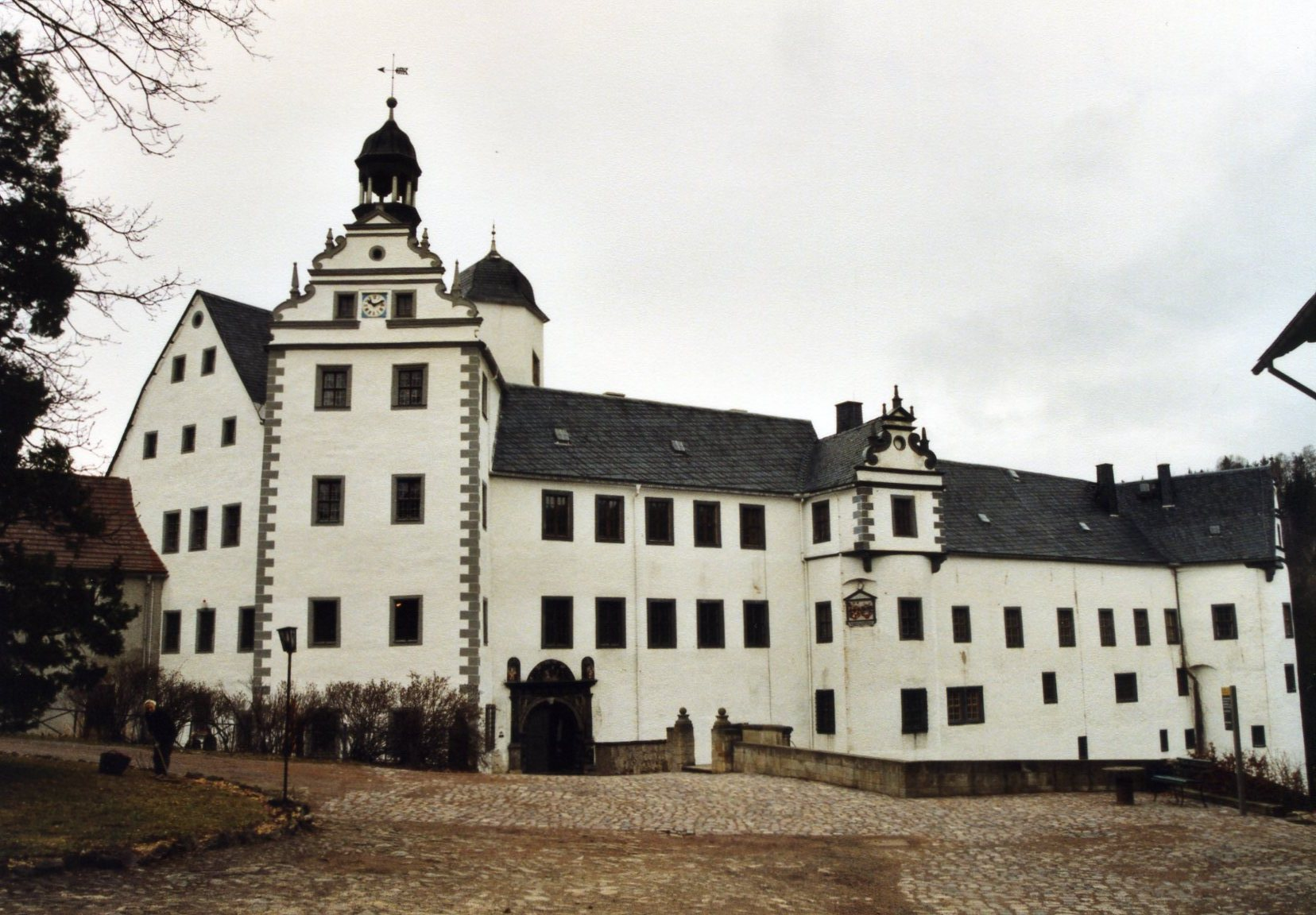
Schloss Lauenstein
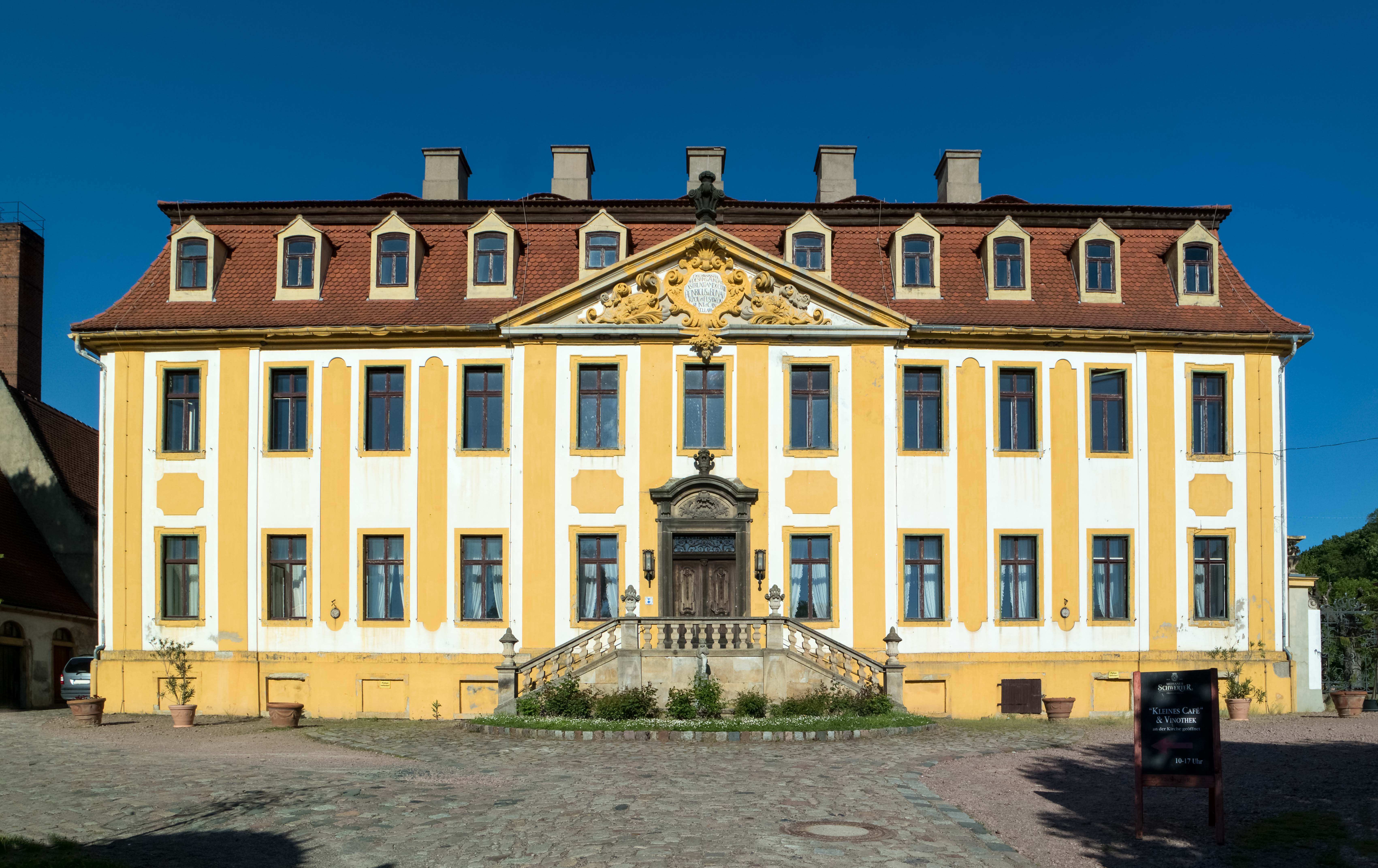
Schloss Seußlitz

## Bekannte Familienmitglieder

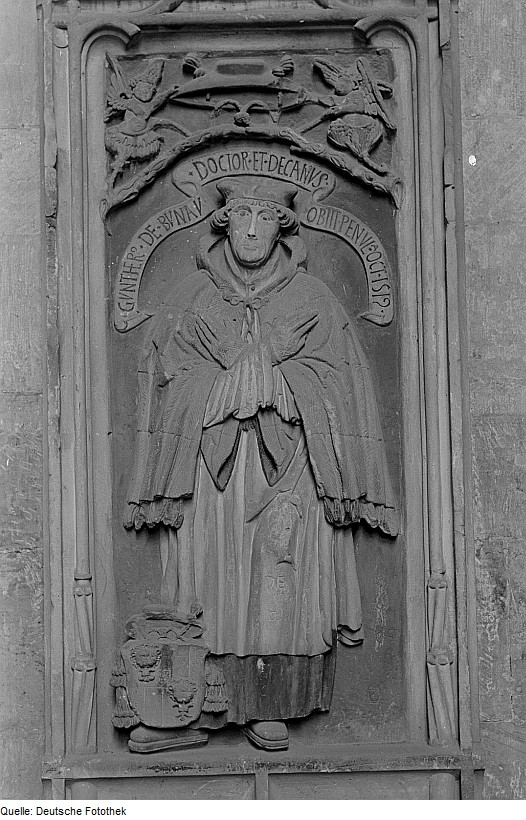
Günter von Bünau, Epitaph in Naumburg

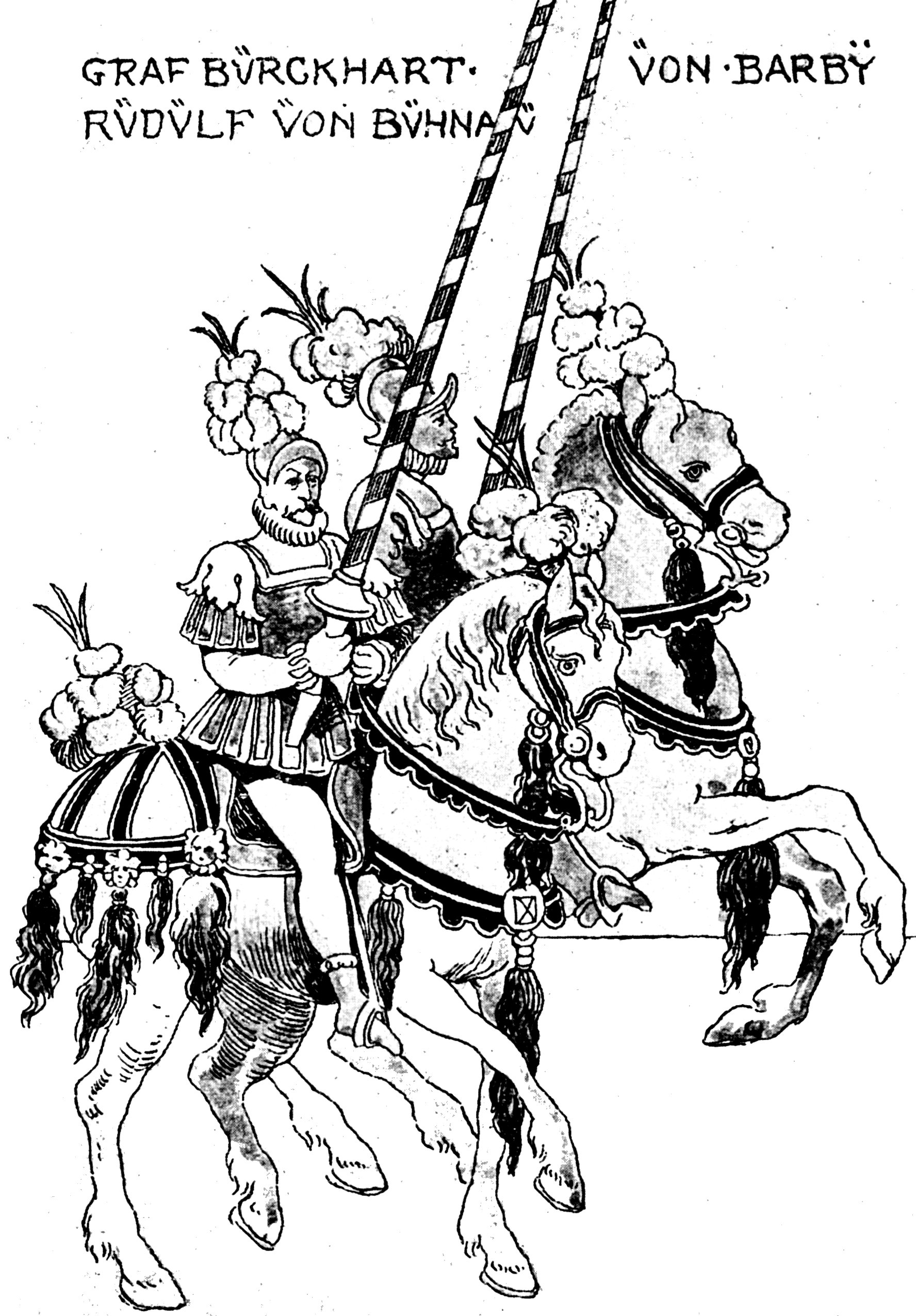
Rudolf von Bünau (vorn) 1580

- Christiane Wilhelmine von Bünau (1666–1707), seit 1692 Ehefrau von Herzog Johann Adolf I. von Sachsen-Weißenfels
- Günther von Bünau (Bischof), Bischof von Samland 1505–1518
- Günther von Bünau (Domherr) († 1519), deutscher Theologe und Domdekan
- Günther von Bünau (1557–1619), Herr auf Lauenstein (Altenberg)
- Günther von Bünau (Generalmajor) (1843–1926), deutscher Generalmajor
- Günther von Bünau (Richter) (1844–1899), deutscher Richter

- Heinrich von Bünau auf Paaren (1544), Hofgerichtsassessor zu Jena, gräflicher Schöneburger Rat und Amtshauptmann zu Glauchau[6]

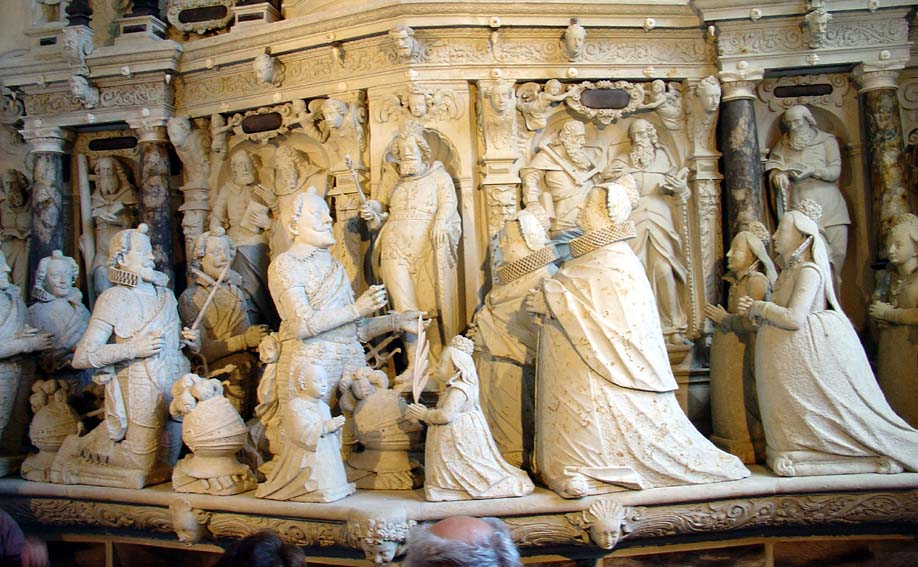
Epitaph der Bünaukapelle in der Stadtkirche Lauenstein (von Lorenz Hörnig um 1610)

- Heinrich von Bünau (Kammerherr, 1656) (1656–1729), deutscher Kammerherr und Amtshauptmann
- Heinrich von Bünau († 1744), deutscher Rittergutsbesitzer und Hofbeamter
- Heinrich von Bünau (1665–1745), deutscher Beamter
- Heinrich von Bünau (1542-1605), kursächsischer Rat, Amtshauptmann zu Colditz und Obersteuereinnehmer, Hofrat 1580, Herr auf Treben
- Heinrich von Bünau (Historiker) (1697–1762), deutscher Staatsmann und Historiker
- Heinrich von Bünau (Landkammerrat) (vor 1701–1772), deutscher Landkammerrat und Kriegskommissar
- Heinrich von Bünau (Kammerherr, 1732) (1732–1768), deutscher Kammerherr
- Heinrich von Bünau (General, 1778) (1778–1834), deutscher Generalmajor
- Heinrich von Bünau (General, 1789) (1789–1864), deutscher Generalmajor
- Heinrich von Bünau (General, 1850) (1850–1919), deutscher Generalmajor
- Heinrich von Bünau (General, 1873) (1873–1943), deutscher General der Infanterie und SS-Oberführer
- Heinrich von Bünau (Politiker) (1906–1992), deutscher Politiker (FDP)
- Rudolph von Bünau (der Versorgende) (1593–1647), deutscher Adliger und Hofbeamter, Mitglied der Fruchtbringenden Gesellschaft
- Rudolph von Bünau (Obristleutnant) (1604–1640), deutscher Obristleutnant
- Rudolph von Bünau (der Gesellige) (1613–1673), deutscher Adliger und Hofbeamter, Mitglied der Fruchtbringenden Gesellschaft
- Rudolph von Bünau (Amtshauptmann) (1659–1709), deutscher Amtshauptmann und Oberst
- Rudolph von Bünau (Kammerherr) (1711–1772), deutscher Kammerherr und Domherr
- Rudolf von Bünau (1547-1622), deutscher Adliger
- Rudolf von Bünau (Oberhofmarschall) (1532–1615), kursächsischer Oberhofmarschall, Bergrat, Hauptmann zu Pirna
- Rudolf von Bünau, der Ältere (1603–1634), deutscher Adliger
- Rudolf von Bünau (General, 1762) (1762–1841), deutscher Generalmajor
- Rudolf von Bünau (Politiker) (1804–1866), deutscher Rittergutsbesitzer und Politiker
- Rudolf von Bünau (General, 1852) (1852–1911), deutscher Generalleutnant
- Rudolf von Bünau (General, 1890) (1890–1962), deutscher General der Infanterie

## Weitere Literatur
- Max Julius Büttner: Chronik der alten Bergstadt Lauenstein nebst einer Geschichte der Burg und ihrer Besitzer und der Beschreibung des Gotteshauses und seiner Kunstschätze. Leipzig 1902.
- Maria Emanuel Herzog zu Sachsen: Mäzenatentum in Sachsen, Verlag Weidlich, Frankfurt am Main 1968, S. 12–14, S. 31, S. 42.